# Skambankt
Skambankt est un groupe de hard rock norvégien, originaire de Klepp, une ville au sud du Stavanger. Leur style musical est un mélange de rock'n'roll classique, punk et hardrock comme présenté par des groupes Motörhead, AC/DC, Sex Pistols, Ramones ou The Stooges.
Toutes les paroles sont en norvégien et ils traduisent l'esprit punk, celui d'être contre le système capitaliste, le contrôle de l'État, la corruption, le fanatisme religieux, contre la haine et la tricherie en général. Le deuxième album de Skambankt est un pas vers des paroles plus personnelles et réalistes.

## Biographie
Le groupe est formé en 1994 avec Ted Winter (Terje Vinterstø, connu de Kaizers Orchestra où il est le  premier guitariste) au chant et à la guitare, Don Fist à la basse et Hanz Panzer à la batterie. Sur le moment, ils n'y avaient que quelques concerts et chansons démo enregistrées.
Dix ans plus tard, les membres originels de Skambankt se réunissent et décident de continuer à jouer ensemble. Cette fois-ci, le contrat avec DogJob est facilement signé. Hans Panzer devient leur second guitariste, Tom Skalle, lui, remplace à la batterie et Skambankt est prêt à enregistrer leur premier album, éponyme, qui parait en 2004.
Dès lors, Skambankt participe à plusieurs concerts et festivals en Norvège, au Danemark et même en Allemagne. Parmi eux, la participation à Roskilde Festival en 2005, devant 20 000 spectateurs, est une réussite remarquable.
En 2005, le groupe sort l'EP Skamania, qui contient six morceaux nouveaux et deux vidéos. Par la suite, le batteur Tom Skalle est remplacé par Bones Wolman. Le 29 janvier 2007, Skambankt lance son nouvel album Eliksir, qui comprend 14 chansons. Le premier single, Tyster, est diffusé à la radio, et atteint la 8e place des charts norvégiens. Un clip est tourné pour le second single, Dynasti.
En 2010 sort l'album Søvnløs. Leur cinquième album, Sirene, est publié en janvier 2014. Le premier single de l'album, Voodoo, est publié en novembre 2013.
Le sixième album, Horisonten brenner, est produit par Danove Ottesen, et publié le 9 février 2018. Ils jouent en soutien à leur album, participant notamment au Buktafestivalen.

## Membres

### Membres actuels
- Terje Vinterstø - Ted Winters - guitare, chant
- Hans Egil Løe - Hans Panzer - guitare
- Tollak Friestad - Don Fist - guitare basse
- Børge Henriksen - Bones Wolsman - batterie

### Ancien membre
- Tom Erik Løe (Tom Skalle) - batterie (2005)

## Discographie
- 2004 : Skambankt (DogJob)
- 2005 : Skamania EP (DogJob)
- 2007 : Eliksir (DogJob)
- 2009 : Hardt Regn
- 2010 : Søvnløs
- 2014 : Sirene
- 2018 : Horisonten brenner